# 梅花 (曲)
梅花（ばいか、繁: 梅花）は中華民国のシンガーソングライターである劉家昌が1970年代に制作した愛国歌である。

## 概要
1971年（民国60年）、国際連合総会は決議2758号（通称「アルバニア決議」）を可決し、中華人民共和国が中華民国に代わって国際連合における中国の代表となった。その直後に劉家昌は中影公司の総経理であった梅長齢と共に映画産業を視察するため来日した。来日中、2人は駐日中華人民共和国大使館を訪れ、「中華民国万歳」と叫んで抗議した。梅長齡に触発された劉家昌はその日の午後、中華民国の同胞を鼓舞するために「梅花」を制作した。
この曲の歌詞では梅が中華民国の国花であることが言及され、梅の花が寒くなるほど花開くことが中華民国の強固さの比喩として用いられている。

## その後
1976年（民国65年）、中影公司制作の映画『梅花』の主題歌となった。劇中では鳳飛飛、ジェニー・ツェン、優雅、青青合唱団、原野合唱団によって歌われ、サウンドトラックにはジェニー・ツェンによるバージョンが収録された。「梅花」は第13回金馬奨で最佳非歌劇影片音楽賞を受賞した。
テレサ・テンや、作曲者である劉家昌自身もカバー・バージョンを発表している。
内容が軟弱すぎるとして行政院新聞局によって放送禁止となったが、後に蔣経国によって解除された。中華民国を象徴する歌であるとして、中華人民共和国政府によって放送禁止にされている。
1979年（民国68年）10月31日、中国電視公司が開局10周年を記念するコンピレーション・アルバム『中視十年紀念』をリリースした。同アルバムには王培倫、江玉琴、呉思穎、周小真、周玉、周麟、林海茵、陳凱莉、劉伶倫、鄭心儀、蕭惠、叢芮莉、龔蓮華による「梅花」の合唱バージョンが収録されている。
蔣緯国によって編曲された「梅花進行曲」と呼ばれるテンポの速いバージョンも存在する。1990年（民国79年）に中華人民共和国の北京市で開催されたアジア競技大会で、チャイニーズタイペイ代表団の入場時に「梅花進行曲」が演奏された。
2017年（民国106年）、劉家昌は微博にて「台湾独立を掲げる民進党が完全に権力を掌握した今、中華民国はもはや存在しない」と主張し、そのため「梅花」の歌詞の「它是我的國花（それは我が国花）」の部分を「它是我的梅花（それは我が梅花）」と改め、「台湾独立勢力が権力を握る中、残るのは『台湾』という言葉だけだ」と嘆いた。